# Rami al-Hamd Allah
Rami al-Hamd Allah (arab. رامي الحمد الله, ur. 10 sierpnia 1958 w Anabcie) – palestyński polityk, premier Palestyny od 6 czerwca 2013 do 10 marca 2019.

## Życiorys
Sprawował funkcję rektora Uniwersytetu An-Nadżah w Nablusie i sekretarza generalnego Centralnej Komisji Wyborczej. 
20 czerwca 2013 al-Hamd Allah podał się do dymisji z funkcji szefa rządu, jednak dzień później po spotkaniu z prezydentem Mahmudem Abbasem wycofał swoją decyzję.